# Klein-Hermannsöd
Klein-Hermannsöd ist ein Gemeindeteil von Aham im niederbayerischen Landkreis Landshut.
Die Einöde auf der Gemarkung Neuhausen liegt in einem nach Norden abfallenden Graben, in dem auch die gut einen Kilometer lange Stichstraße von Wendeldorf her verläuft. Eine direkte Straßenverbindung zu dem 200 Meter weiter südlich und über 20 Meter höher liegenden Hermannsöd ist nicht vorhanden.

## Geschichte
Auf historischen Karten ist an dieser Stelle der Ortsname Geismann bis zum Jahre 2008 verzeichnet.
Klein-Hermannsöd  ist seit dem 27. Februar 2017 ein amtlicher Gemeindeteil der Gemeinde Aham. Zuvor gehörte der Wohnplatz zum Gemeindeteil Hermannsöd und trug die Adresse Hermannsöd 2.